# Gilles Carle
Gilles Carle (Maniwaki, 31 luglio 1928 – Granby, 28 novembre 2009) è stato un regista e sceneggiatore canadese.

## Biografia
Laureato in pittura, storia dell'arte, pubblicità e marketing presso l'École des beaux-arts de Montréal, ottenne un dottorato in stampa, incisione e fotografia all'École des arts graphiques di Montréal e un dottorato in letteratura dall'Università di Montréal. Dopo gli studi fondò la casa editrice Les Éditions de l'Hexagone e collaborò come giornalista, critico letterario e cinematografico a varie pubblicazioni. Fu inoltre autore di romanzi, racconti brevi e opere teatrali.
Nel 1960 iniziò a collaborare con il National Film Board (NFB), prima come ricercatore e dopo breve tempo come sceneggiatore e regista; diresse svariati cortometraggi, perlopiù documentari, prima di fare il suo esordio nel lungometraggio con  La vie heureuse de Léopold Z (1965), che fu un successo di critica e pubblico. Il suo film di maggior successo fu Una donna con tanto amore (1972), che vinse cinque Canadian Film Awards e lo fece conoscere a livello internazionale. Altri titoli importanti della sua filmografia furono La Mort d'un bûcheron, presentato in concorso al Festival di Cannes 1973 e che contribuì a lanciare la carriera dell'allora compagna di Carle, Carole Laure, e Les Plouffe, vincitore nel 1981 di sette Genie Awards.
La produzione dei due decenni successivi vide l'alternarsi di documentari di pregio e pellicole di basso profilo artistico che vedevano spesso protagonista la compagna Chloé Sainte-Marie. Nel 1994 gli fu diagnosticata la malattia di Parkinson, che 5 anni dopo lo costrinse al ritiro, e che negli ultimi anni della sua vita lo rese paralizzato e muto. Alla sua morte per infarto nel 2009 ricevette dei funerali di stato alla Basilica di Notre-Dame di Montréal.

## Filmografia
- La vie heureuse de Léopold Z (1965)
- Le Viol d'une jeune fille douce (1968)
- Red (1970)
- I maschioni (Les mâles) (1971)
- Les chevaliers - Documentario (1971)
- Una donna con tanto amore (La vraie nature de Bernadette) (1972)
- La mort d'un bûcheron (1973)
- Il pappone infuriato (Les Corps célestes) (1973)
- La tête de Normande St-Onge (1975)
- L'Ange et la femme (1977)
- Fantastica (1980)
- Les Plouffe (1981)
- Jouer sa vie - Documentario (1982)
- Maria Chapdelaine (1983)
- O Picasso - Documentario (1985)
- La Guêpe (1986)
- Le diable d'amérique - Documentario (1990)
- La postière (1992)
- The Other Side of the Law (1994)
- Pudding chômeur (1996)
- Moi, j'me fais mon cinéma - Documentario (1999)